# Neumayer Channel
Neumayer Channel – cieśnina oddzielająca wyspę Antwerpię od wysp Wiencke Island i Doumer Island w Archipelagu Palmera.
Cieśnina ma ok. 26 km długości i 2,5 km szerokości. Jej północno-zachodnie wejście znajduje się między Cape Astrup a Félicie Point. Jej południowo-zachodnie wejście, pomiędzy Cape Lancaster a Cape Kemp, zostało dostrzeżone przez Eduarda Dallmanna (1830–1896), kierownika niemieckiej ekspedycji antarktycznej w latach 1873–1874, który nadał mu nazwę Roosenstraße ku czci hamburskiego fundatora wyprawy. 
Cieśniną przepłynęła po raz pierwszy Belgijska Wyprawa Antarktyczna pod kierownictwem Adriena de Gerlache w 1898 roku, nadając jej imię niemieckiego polarnika Georga von Neumayera (1826–1909).  